# مامتا ساغار
مامتا ساغار (بالإنجليزية: Mamta Sagar)‏ (1966)؛ كاتِبة ومؤلِّفة وشاعرة هندية.